# Son (Norvège)
Pour les articles homonymes, voir Son.
Son est une ancienne municipalité de la Norvège qui fait maintenant partie de Vestby dans le comté d'Akershus.

## Toponymie
Le toponyme « Son » est prononcé avec un long [u] : [su:n]. Son est probablement l'ancien nom de la rivière Hølenselva (*Són en vieux norrois). Jusqu'en 1889, le nom s'orthographiait « Soon ».

## Géographie
Son est situé le long du fjord d'Oslo (Oslofjorden) à 50 km au sud de la capitale norvégienne, Oslo, juste au nord de Moss et près de la frontière avec le comté d'Østfold à l'ouest du village de Hølen.

## Démographie
Avant la fusion avec Vestby, en 1940, la population de Son était entre 800 et 900 habitants. En 2006, Son en incluant Store Brevik avait une population de 5 035 habitants.

## Histoire
Son, avec le village de Hølen, fut établie en tant que municipalité le 1er janvier 1838. Le 1er janvier 1848, Son et Hølen furent séparées en tant que deux municipalités distinctes. Depuis le 1er janvier 1964, Son fait partie de la municipalité de Vestby.